# Kleine Schwalbe (für die Heimkehr ist es nie zu spät)
Singles de Mireille Mathieu
Aber Heidschi Bumbeidschi
(1976) Walzer der Liebe
(1977)
Kleine Schwalbe (für die Heimkehr ist es nie zu spät) est une chanson allemande de la chanteuse française Mireille Mathieu sortie en Allemagne en 1976 chez Ariola.
La face B du disque, Es war mal eine Liebe, est la version allemande de la chanson Et tu seras poète datant également de 1976.

## Classements

### Classements hebdomadaires
| Classement (1976-1977)       | Meilleure position |
| ---------------------------- | ------------------ |
| Allemagne (Media Control AG) | 25                 |
| Autriche (Ö3 Austria Top 40) | 21                 |